# Rijswijk
Rijswijk község Hollandiában, Dél-Holland tartományban, Hága és Delft között. Lakosainak száma 55 220.

## Történelme

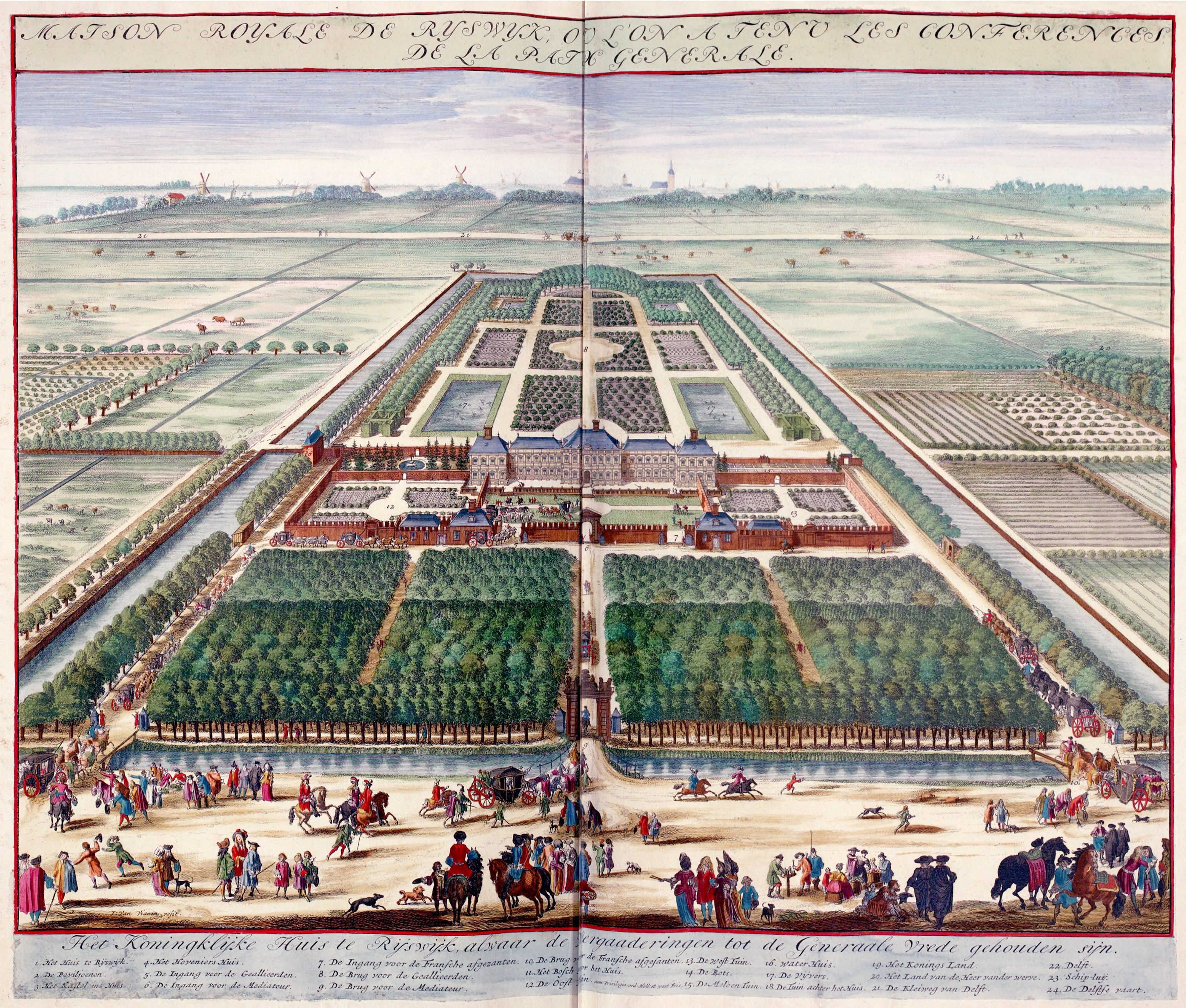
Huis ter Nieuwburg (1697)

A Huis ter Nieuwburgban 1697. szeptember 20. és október 30. között kötöttek meg a rijswijki béket. Az épület már nem létezik.

## Földrajza
Rijswijk Dél-Holland tartományban fekszik; határos Hága, Delft, Midden-Delfland és Westland településekkel.

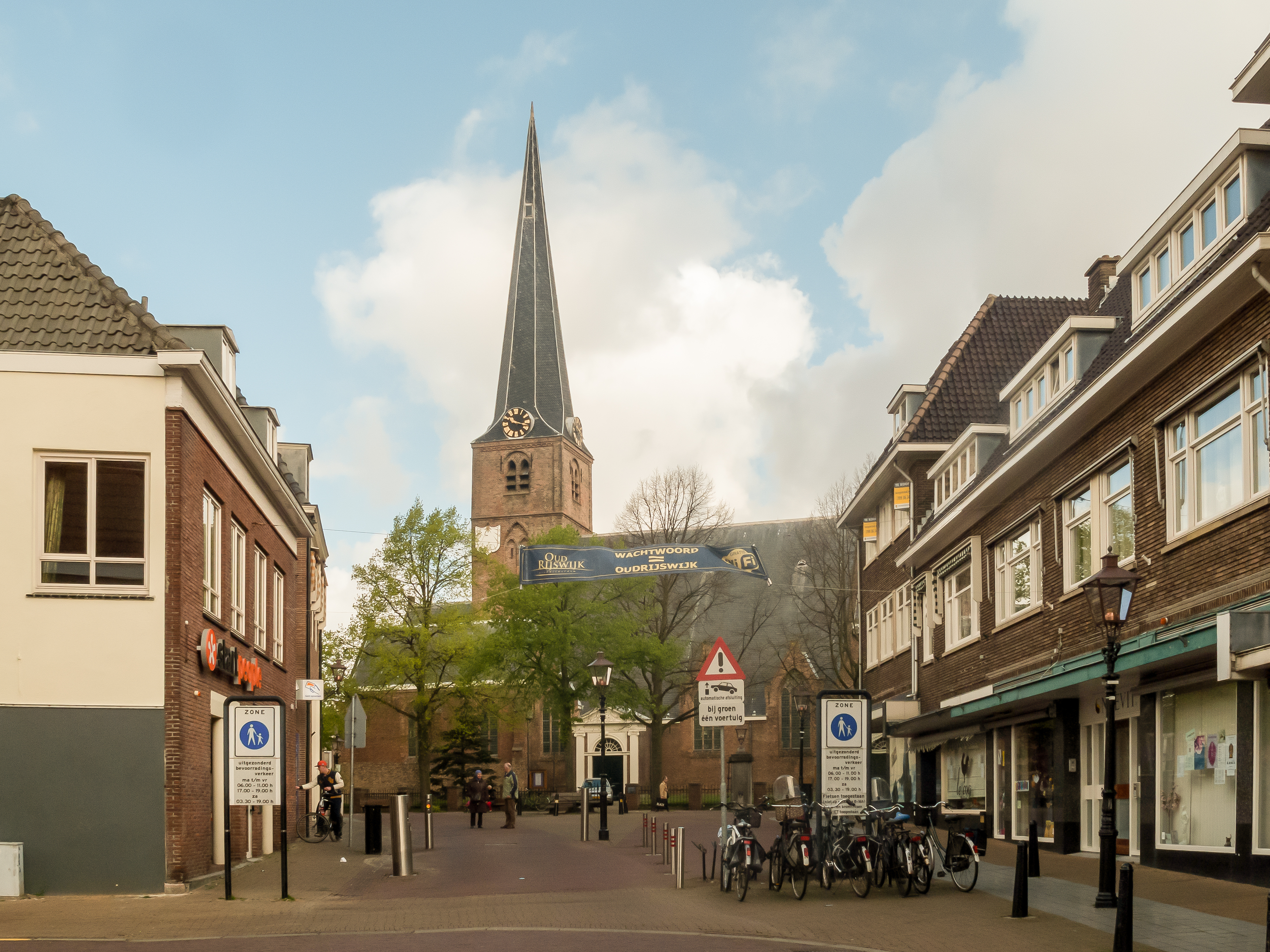
A templom (de Oude Kerk)

## Látnivalók
- A temploma
- A múzeum

## Háztartások száma
Rijswijk háztartásainak száma az elmúlt években az alábbi módon változott:

| 2015 | 24 529 |

## Közlekedés

### Közúti
A város az A4-es autópályáról érhető el.